# ۲۳ آذر
۲۳ آذر دویست و شصت و نهمین روز از سال در گاه‌شماری خورشیدی است. به پایان سال ۹۶ روز (۹۷ روز در سال کبیسه) باقی‌است.

## مناسبت‌ها
- اوج بارش شهابی جوزایی در بیشتر سالها

## رویدادها
- ۱۳۷۷ - رقابت ۲۳ آذر ۱۳۷۷ تیم ملی فوتبال ایران با تیم ملی فوتبال ازبکستان در بازی‌های آسیایی ۱۹۹۸
- ۱۴۰۱ - اخراج ایران از کمیسیون مقام زن ملل متحد
- ۱۴۰۲ - آتش‌سوزی هتل ایران

## زادروزها
- ۱۳۲۳ - منوچهر چشم آذر، موسیقی‌دان و آهنگساز
- ۱۳۲۸ - ناصر حجازی، بازیکن فوتبال
- ۱۳۳۹ - ابراهیم رئیسی، هشتمین رئیس‌جمهور ایران
- ۱۳۹۳ محمدطاها صادقی. رییس استان مرکزی

## درگذشتگان
- ۱۳۶۶ - حیدر رقابی، شاعر و فعال سیاسی
- ۱۳۸۷ - سید حسین میرشمسی، پدر واکسن ایران
- ۱۳۹۳ - انوشیروان ارجمند، بازیگر
- ۱۳۹۵ - ابراهیم اسرافیلیان، نماینده دوره دوم مجلس شورای اسلامی از حوزه انتخابیه تهران